# Plano Inclinado Padre Laércio Dias de Moura
O Plano Inclinado Padre Laércio Dias de Moura, popularmente conhecido como Bondinho da Penha, é um funicular que facilita o acesso à Basílica Santuário de Nossa Senhora da Penha de França, popularmente conhecida como Igreja da Penha, localizada no Morro da Penha, no bairro da Penha, na Zona Norte do Rio de Janeiro. Funciona diariamente, das 7h às 18h, com acesso gratuito.
Originalmente, desde a década de 1940[carece de fontes?], o plano inclinado percorria um trecho paralelo à escadaria da igreja, tendo sido reconstruído em 2003. Em 2012, teve uma ampliação no trecho inicial, passando a ligar o Largo da Penha ao estacionamento da igreja, à escadaria e dando ainda acesso à comunidade da Vila Cruzeiro, e se conectando ao trecho inicial.
É composto de três trechos, com estações numeradas, com acessibilidade. O primeiro trecho, de inclinação suave, entre as estações 1 e 2, segue paralelo à Estrada da Penha e tem 188 metros de extensão. Na estação 2, há a passagem para o trecho seguinte, entre as estações 2 e 3, de 58 metros e com uma inclinação mais forte. Ambos os trechos foram inaugurados em 10 de junho de 2012.
Por fim, temos o trecho final, originalmente da década de 1950 e reconstruído em 05 de outubro de 2003,  com 180 metros de extensão, que liga o estacionamento à igreja.